# Target cell

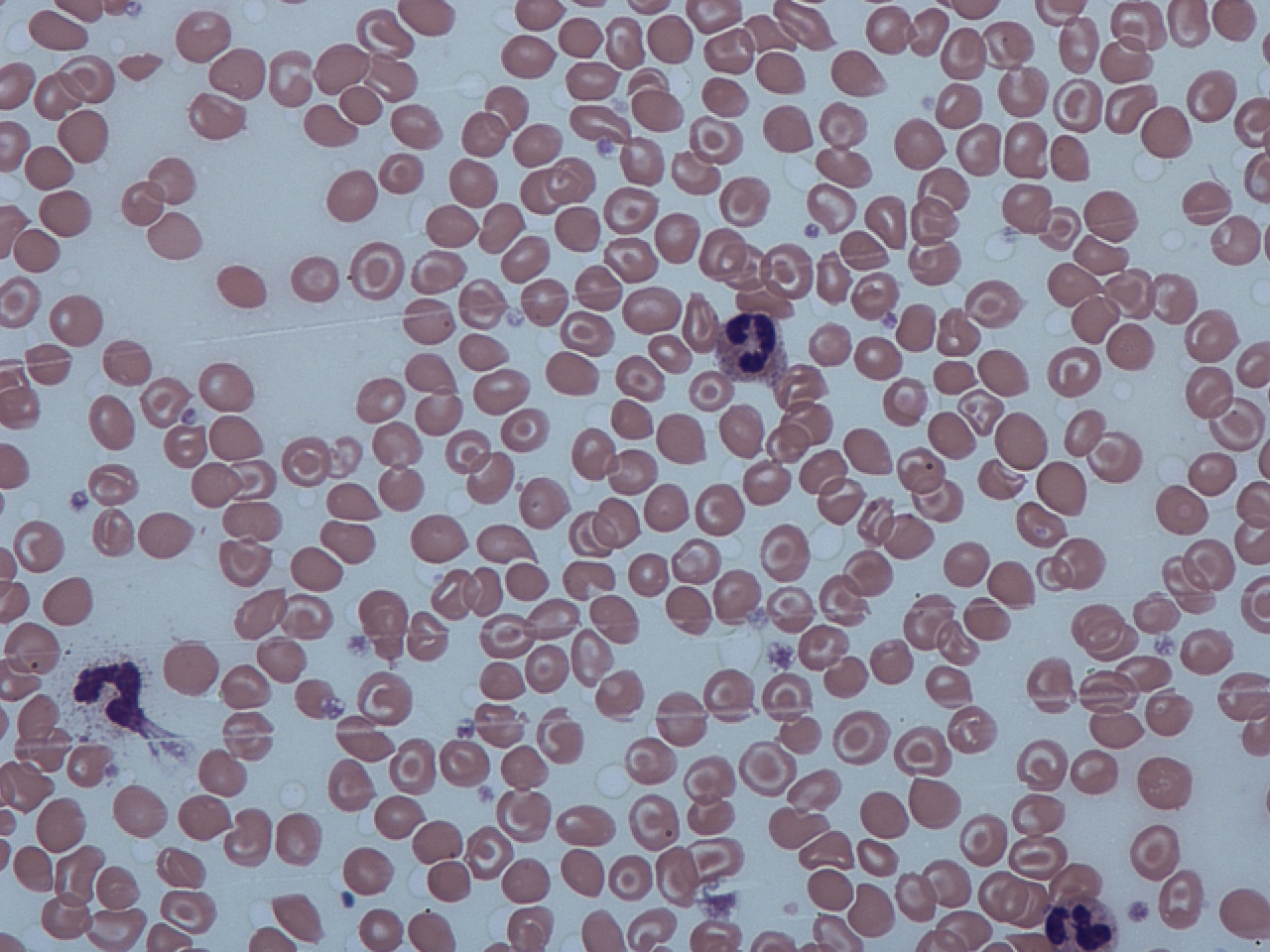
Les codocytes sont des globules rouges retrouvés dans certaines maladies hématologiques

Les target cells (cellules cibles) ou codocytes correspondent à des globules rouges particulièrement minces en forme de cupule s'ils sont vus en 3 dimensions. Leur présence est due à l'augmentation de la surface spécifique des globules rouges. Sur frottis, selon l'étalement, ils donnent l'image de globules minces très pauvres en hémoglobine ou de globules en cible avec un centre foncé dû à la compression de la cupule en un seul plan horizontal augmentant la quantité de l'Hb au centre. Ils peuvent être observés dans les thalassémies, les maladies du foie dont la cirrhose et après splénectomie.